# Потера за благом
„Потера за благом” је југословенски телевизијски филм из 1996. године.  Режирао га је Србољуб Божиновић а сценарио је написала Мирјана Милојковић Ђорђевић.

## Улоге
| Глумац           | Улога |
| ---------------- | ----- |
| Предраг Ејдус    |       |
| Петар Краљ       |       |
| Радован Миљанић  |       |
| Радић Николић    |       |
| Александра Симић |       |